# جيرمان لوركا
جيرمان لوركا (28 مايو 1922 - 8 مايو 2021) مصور برازيلي.

## السيرة الشخصية
درس لوركا المحاسبة في المدرسة الثانوية الأكاديمية في ساو باولو. بدأ عمله المحاسبي الخاص في عام 1952. ومع ذلك قاده اهتمامه بالتصوير إلى مجموعة من المصورين في عام 1959، تسمى صور سينما كلوب بانديرانت. ضم هذا النادي أمثال توماز فاركاس وتشيكو ألبوكيرك. في عام 1954 كان المصور الرسمي للاحتفال بالذكرى الـ 400 لساو باولو.
في عام 2006 تم عرض معرض استعادي بعنوان بيناكوتيكا الأول من ساو باولو على شرف لوركا. في عام 2018 كرم معرض استعادي آخر 70 عامًا من حياته المهنية في التصوير الفوتوغرافي. يمتلك متحف الفن الحديث العديد من صوره اليوم.
توفي جيرمان لوركا في ساو باولو في 8 مايو 2021 عن عمر يناهز 98 عامًا.